# 下克勒丘萊盧鄉

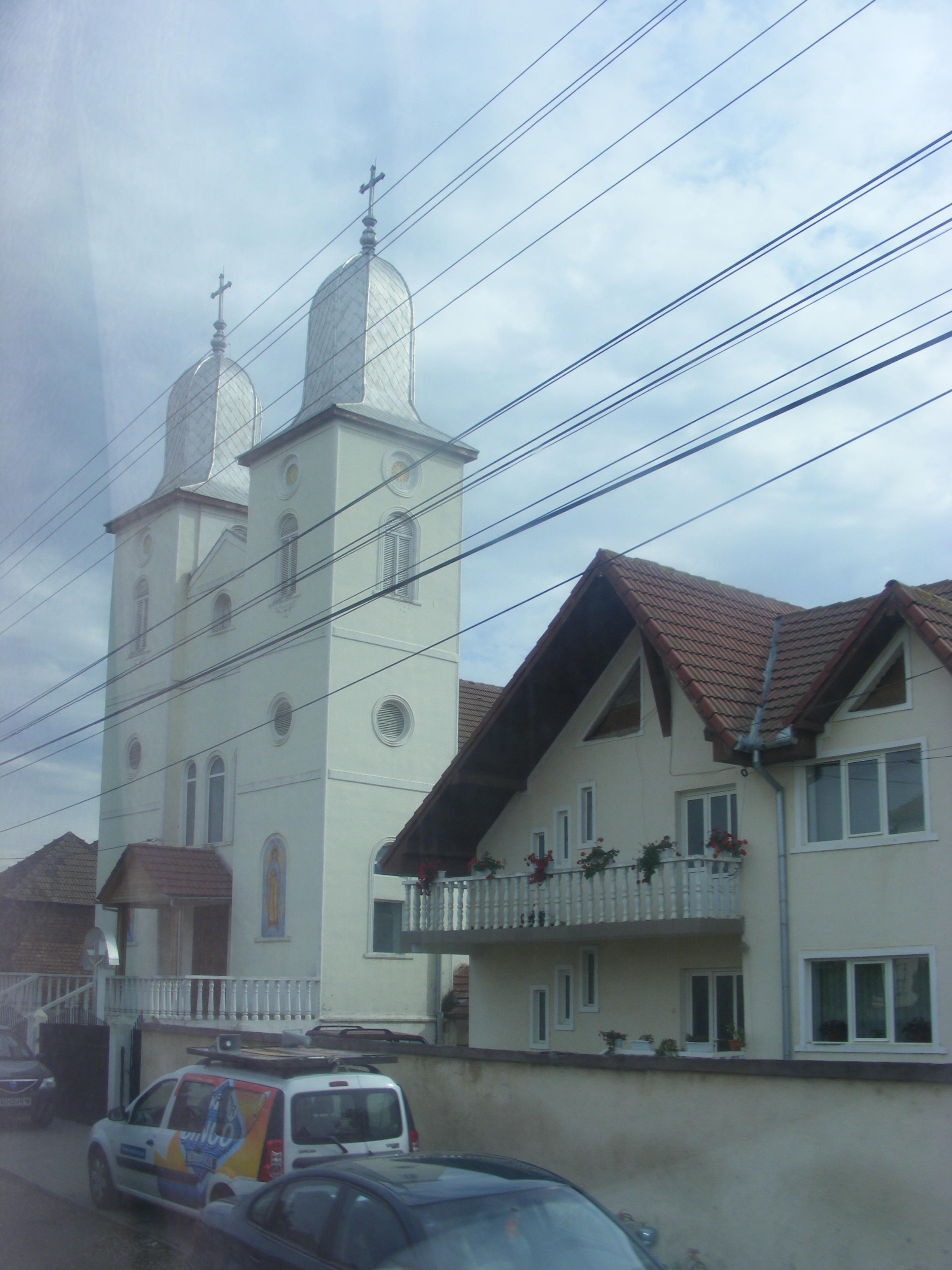

46°11′N 23°50′E / 46.183°N 23.833°E
下克勒丘萊盧鄉（羅馬尼亞語：Comuna Crăciunelu de Jos, Alba），是羅馬尼亞的鄉份，位於該國中部，由阿爾巴縣負責管轄，面積25平方公里，海拔高度240米，2011年人口1,954，人口密度每平方公里81人。